# Сан-Мартин-де-Боланьос (муниципалитет)
Сан-Марти́н-де-Боланьос (исп. San Martín de Bolaños) — муниципалитет в Мексике, в штате Халиско, с административным центром в одноимённом посёлке. Численность населения, по данным переписи 2020 года, составила 3095 человек.

## Общие сведения
Название муниципалитета составное: San Martín дано в честь Святого Мартина Леонского, а Bolaños в честь владельца первых серебряных шахт Торибио де Боланьоса.
Площадь муниципалитета равна 690,1 км², что составляет 0,9 % от общей площади штата, а наиболее высоко расположенное поселение Лас-Маравильяс находится на высоте 2089 метров.
Сан-Мартин-де-Боланьос граничит с другими муниципалитетами штата Халиско: на севере с Боланьосом, на северо-востоке с Чимальтитаном, и на юге с Текилой, а также граничит с другими штатами Мексики: на востоке с Сакатекасом и на западе с Наяритом.

## Учреждение и состав
Муниципалитет был образован в 1824 году, и в 1825 году входил в департамент Колотлан, а в 1846 году перешёл в департамент Боланьос. 3 мая 1872 года муниципалитет был упразднил, а его территории и населённые пункты вошли в состав муниципалитета Боланьос, но 7 сентября 1892 года был восстановлен.
По данным 2020 года в его состав входит 66 населённых пунктов, самые крупные из которых:
| Код INEGI                  | Населённый пункт                                                                                              | Численность населения (2005 год) | Численность населения (2010 год) | Численность населения (2020 год) |
| -------------------------- | --- | -------------------------------- | -------------------------------- | -------------------------------- |
| 076                        | Всего | 3205                             | 3405                             | 3095                             |
| 0001                       | Сан-Мартин-де-Боланьос (исп. San Martín de Bolaños) 21°41′01″ с. ш. 103°48′51″ з. д. (административный центр) | 2037                             | 2282                             | 2138                             |
| 0289                       | Ла-Гарита (исп. La Garita) 21°41′20″ с. ш. 103°48′01″ з. д.                                                   | —                                | —                                | 172                              |
| 0085                       | Эль-Платанар (исп. El Platanar) 21°42′35″ с. ш. 103°51′19″ з. д.                                              | 135                              | 124                              | 113                              |
| 0188                       | Баррио-де-ла-Эсперанса (исп. Barrio de la Esperanza) 21°41′05″ с. ш. 103°48′26″ з. д.                         | 105                              | 96                               | 90                               |
| 0064                       | Маматла (исп. Mamatla) 21°36′07″ с. ш. 103°49′45″ з. д.                                                       | 105                              | 97                               | 82                               |
| —                          | Прочие | 823                              | 806                              | 500                              |
| Названия на карте Генштаба | |                                  |                                  |                                  |

## Экономическая деятельность
По статистическим данным 2000 года, работоспособное население занято по секторам экономики в следующих пропорциях:
- сельское хозяйство, животноводство и рыбная ловля — 28 %;
- промышленность и строительство — 35 %;
- торговля, сферы услуг и туризма — 28,6 %;
- безработные — 8,4 %.

## Инфраструктура
По статистическим данным 2020 года, инфраструктура развита следующим образом:
- электрификация: 95,2 %;
- водоснабжение: 64,1 %;
- водоотведение: 93,5 %.